# Ostbense

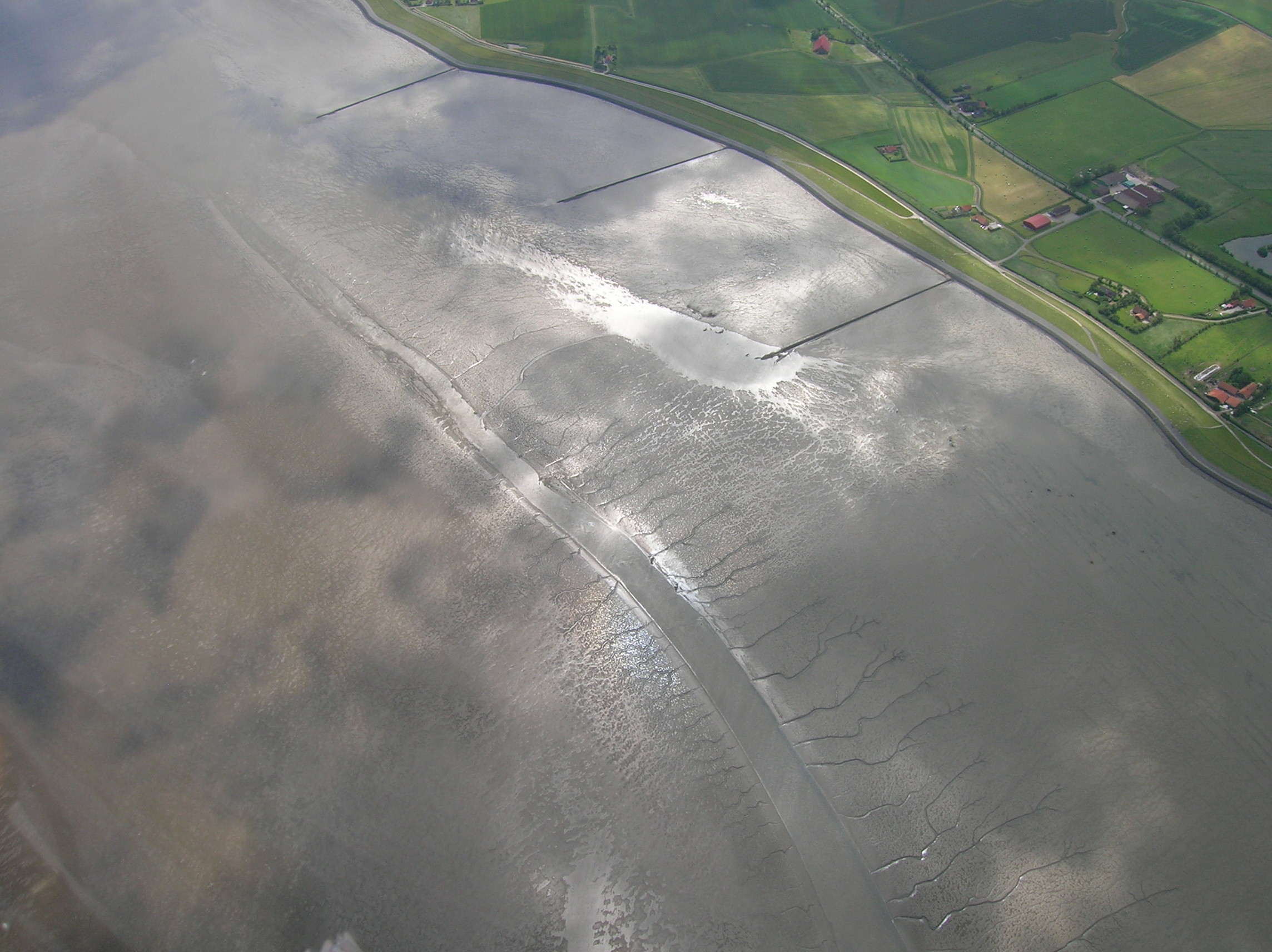
Wattenmeer vor Ostbense

Ostbense ist ein Ortsteil der ostfriesischen Gemeinde Neuharlingersiel (Samtgemeinde Esens) an der niedersächsischen Nordseeküste. 
Der Ort lag im Mittelalter etwa 400 m weiter nördlich im Bereich des heutigen Wattenmeeres und wurde im Spätmittelalter durch den steigenden Meeresspiegel zerstört. Archäologische Funde im Watt belegen, dass die Landschaft in diesem Bereich bereits seit dem 3. Jahrhundert v. Chr. besiedelt war. In der Nähe der ehemaligen Siedlung wurden Reste eines Gräberfeldes mit Körpergräbern aus der Völkerwanderungszeit entdeckt. An der Siedlungsstelle wurden Keramik, Tierknochen, Eisenschlacke, Hölzer, Brunnen, Spuren der Salzgewinnung aus Torf und Spuren von Grabensystemen gefunden. Die Funde sind im Museum Leben am Meer in Esens ausgestellt. Die Deichlinie muss hier früher weiter draußen gelegen haben und wurde auf die heutige Deichlinie zurückverlegt. Auf dem Deich steht ein Gedenkstein, der an die hier untergegangenen Ortschaften erinnert.